# Khỉ

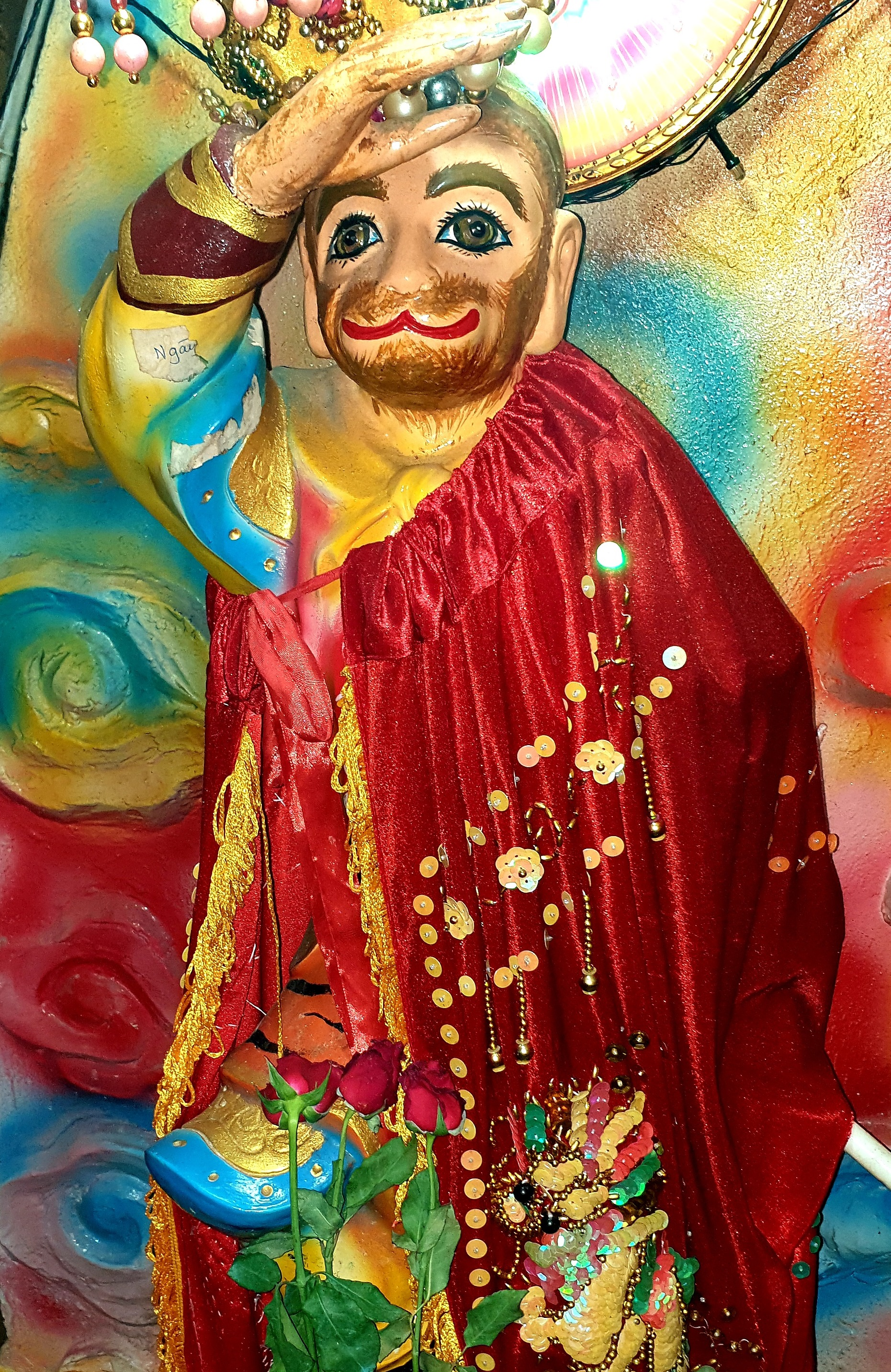
Tượng Tề Thiên Đại Thánh ở Miếu bà Bình Long, Tân Phú, nhân vật này được người địa phương thờ cúng trong miếu, thờ trong một ban thờ riêng ở động Thủy Liêm

Khỉ  hay hầu là một những loài động vật 4 chân thuộc lớp thú và bộ linh trưởng. Khỉ có ba nhóm lớn: Là khỉ Tân Thế giới, khỉ Cựu Thế giới, khỉ không đuôi. Có khoảng 264 loài khỉ. Một số loài giống khỉ không đuôi như tinh tinh hay vượn thường được gọi là khỉ trong ngữ cảnh bình dân, tuy rằng các nhà sinh học không xếp chúng vào các loài khỉ. Tuy nhiên, không có một đặc điểm nào là duy nhất mà tất cả các loài khỉ đều có mà các loài khác không có.

## Trong văn hóa
Tôn Ngộ Không, một nhân vật trong truyện Tây du ký của văn học cổ Trung Hoa, vốn là khỉ được nhân cách hóa. Hanuman trong thần thoại Ấn Độ cũng là khỉ. Khỉ được coi là động vật tượng trưng cho tinh thần lạc quan. Khỉ cũng rất nghịch ngợm. Khỉ còn là đại diện cho con giáp thứ 9 trong 12 con giáp với tên gọi là "Thân".

## Hình ảnh

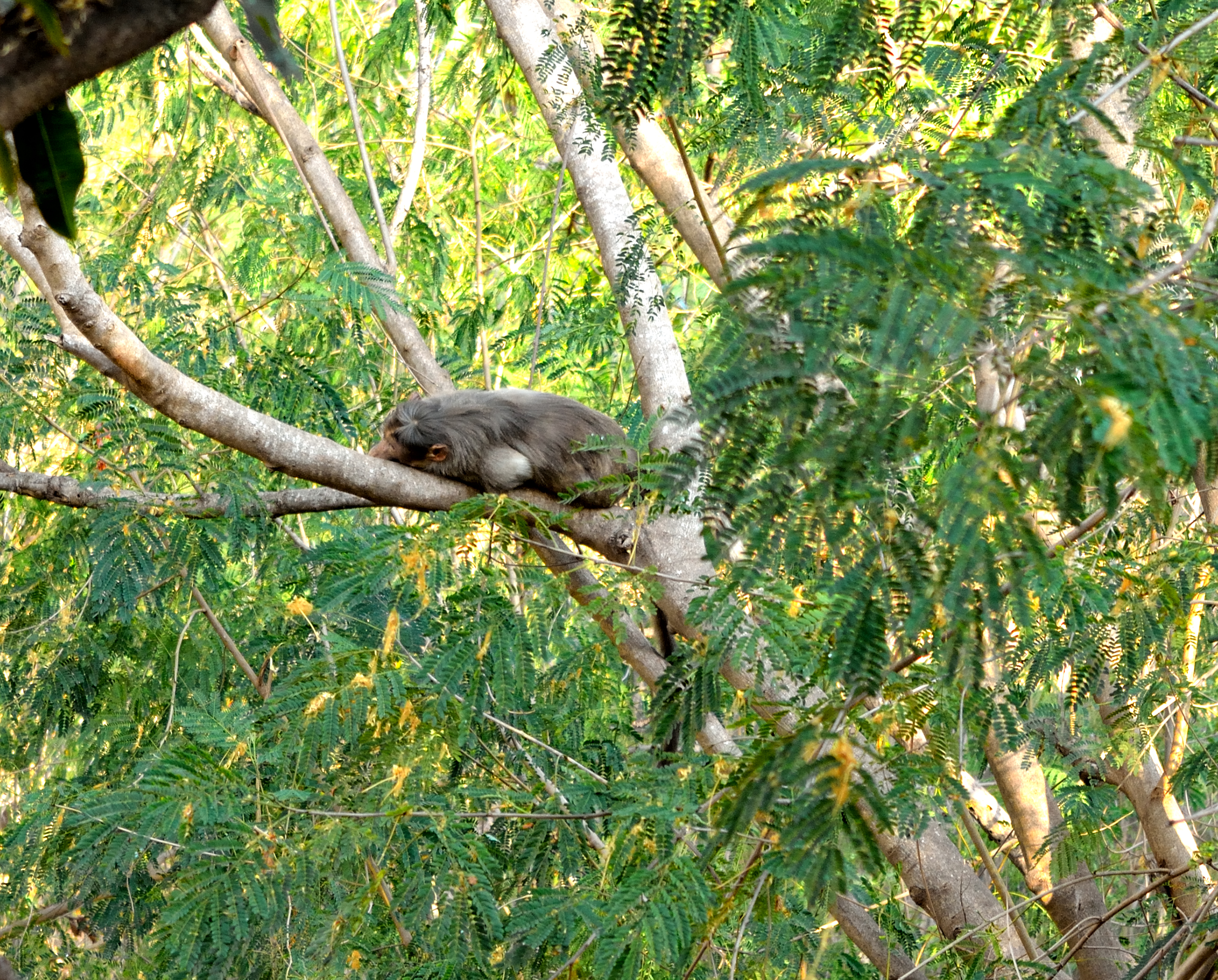
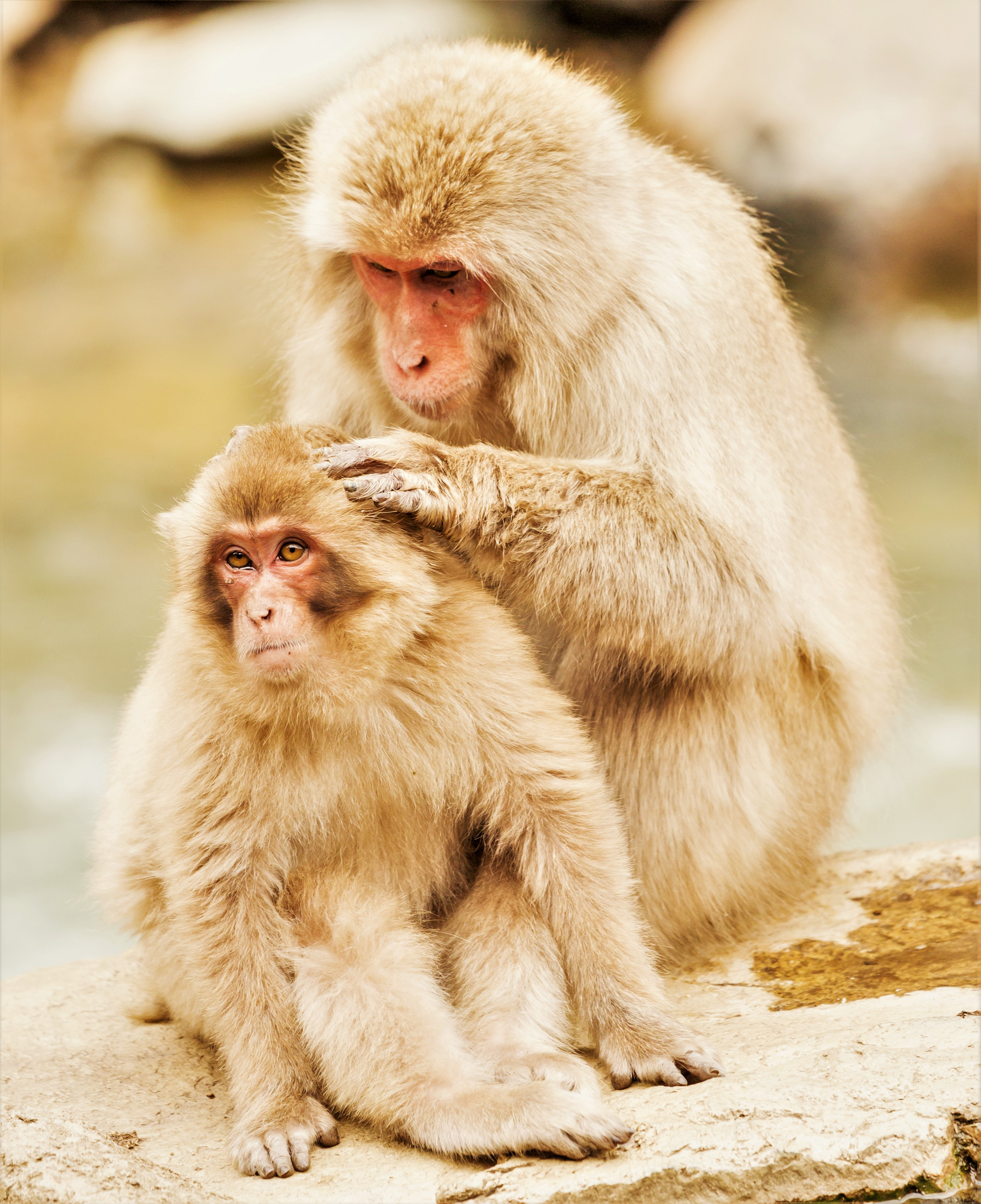
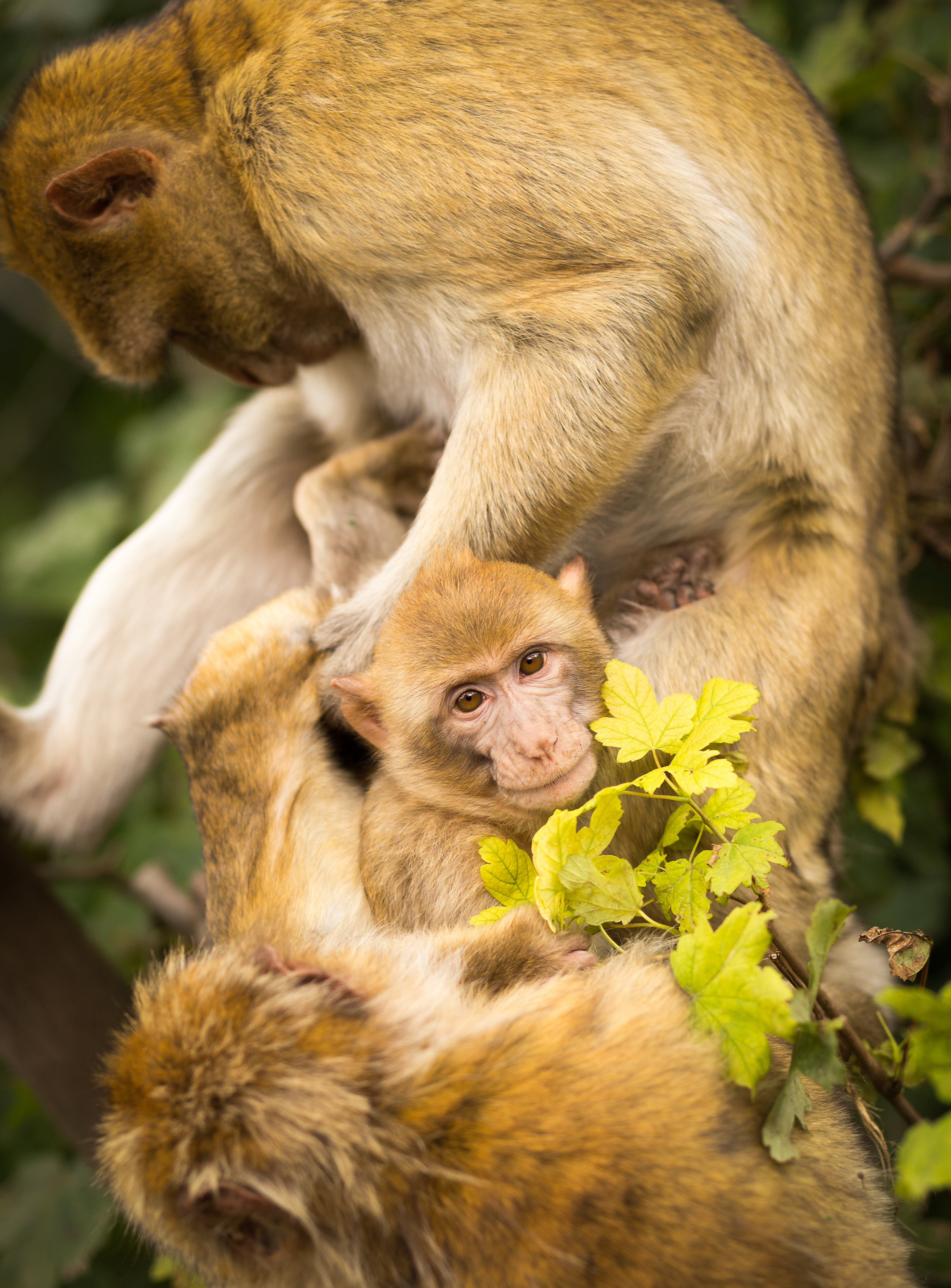
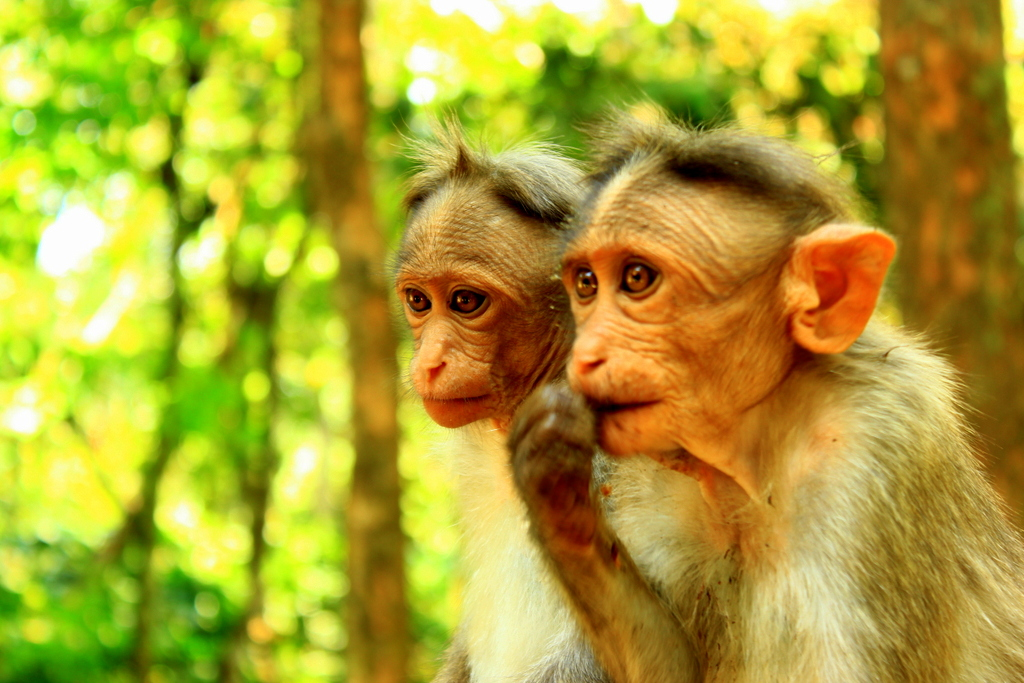
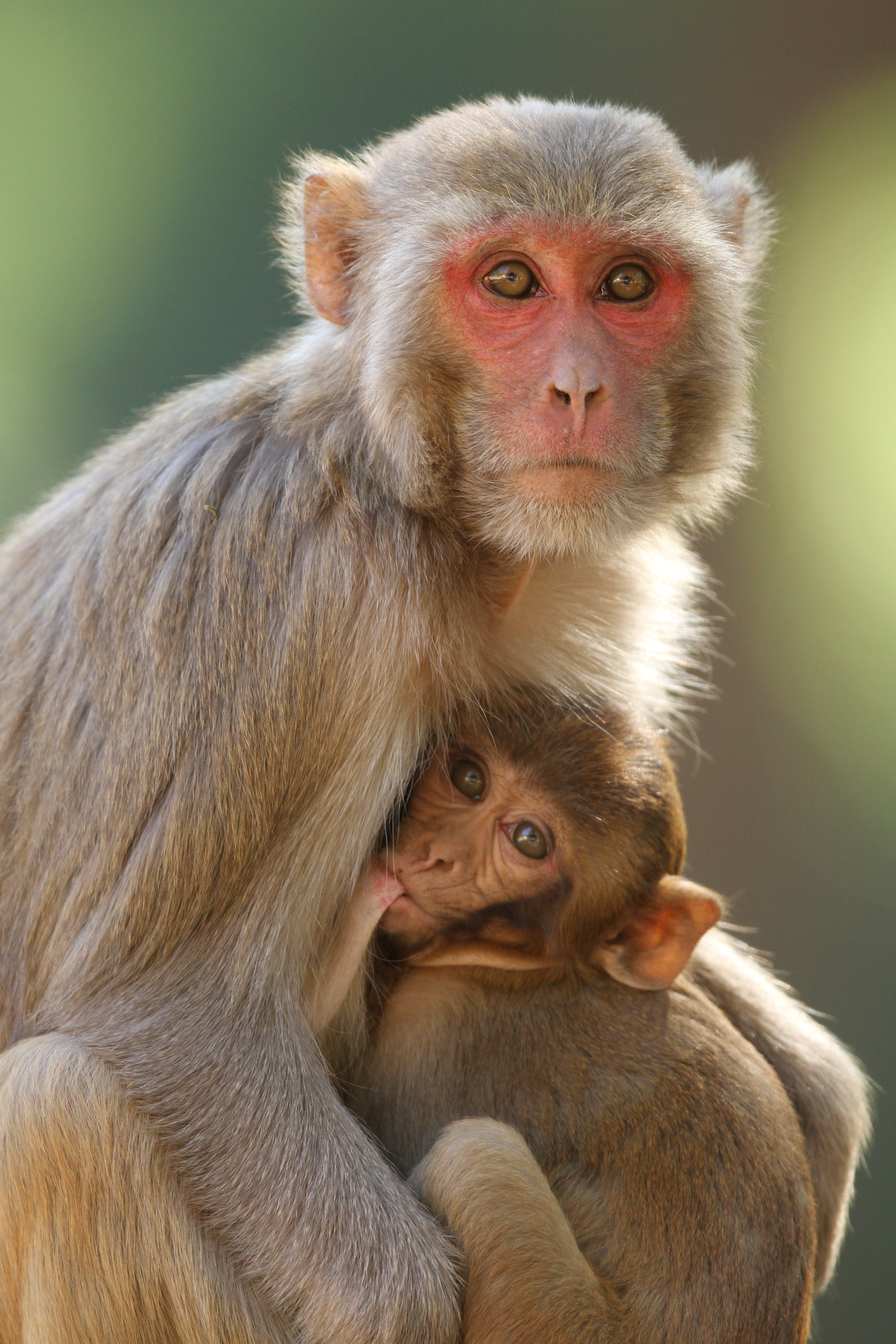
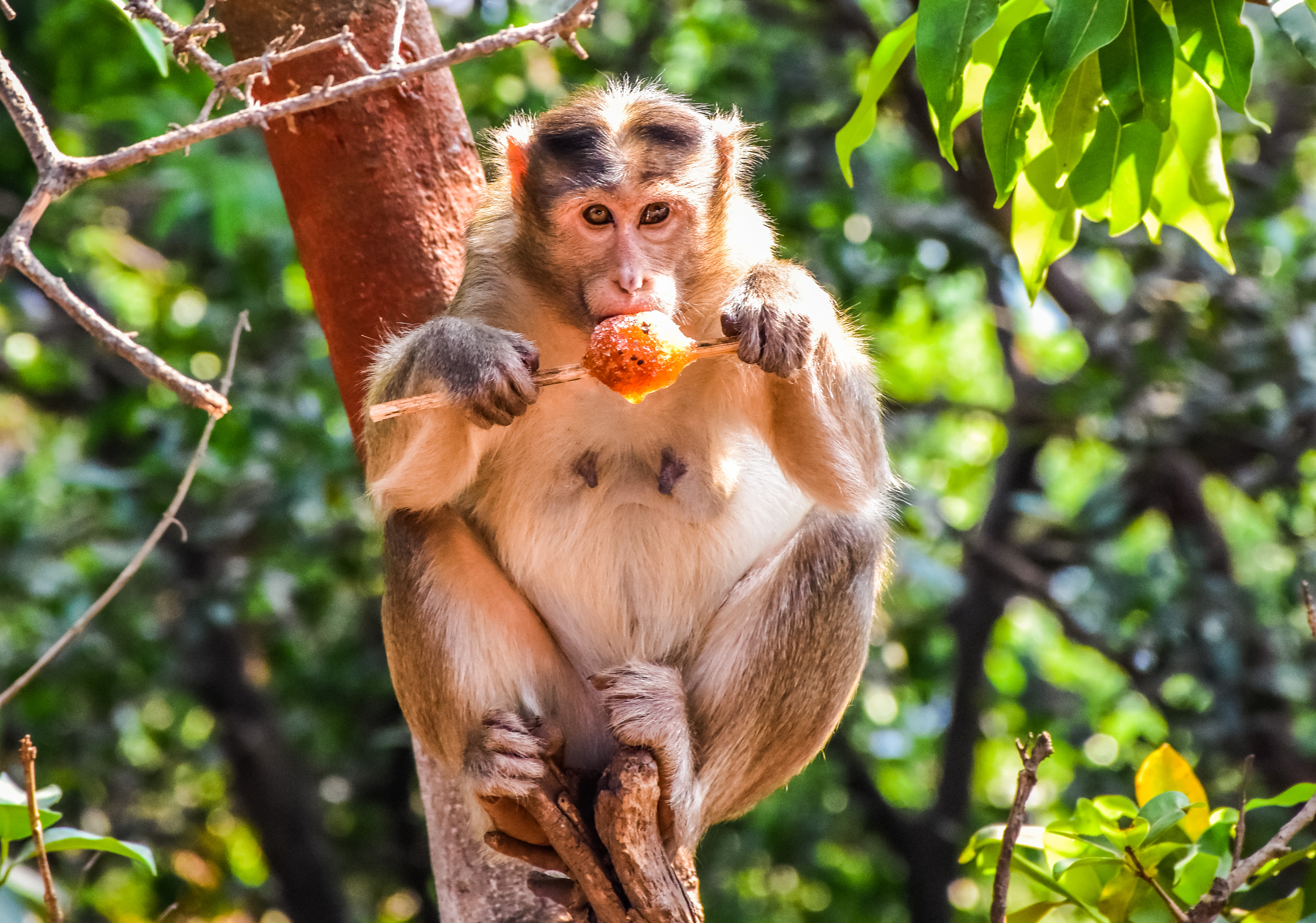
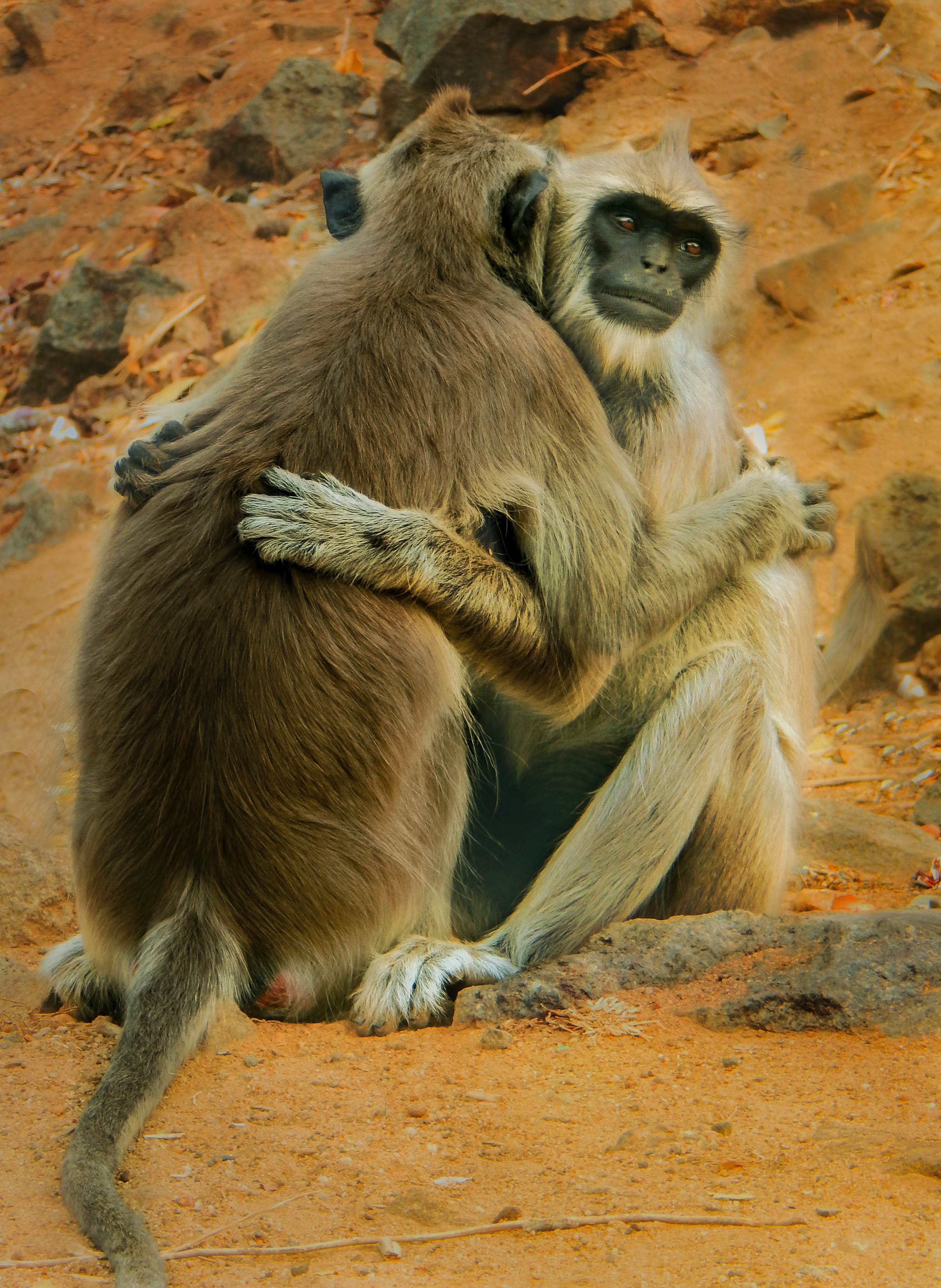
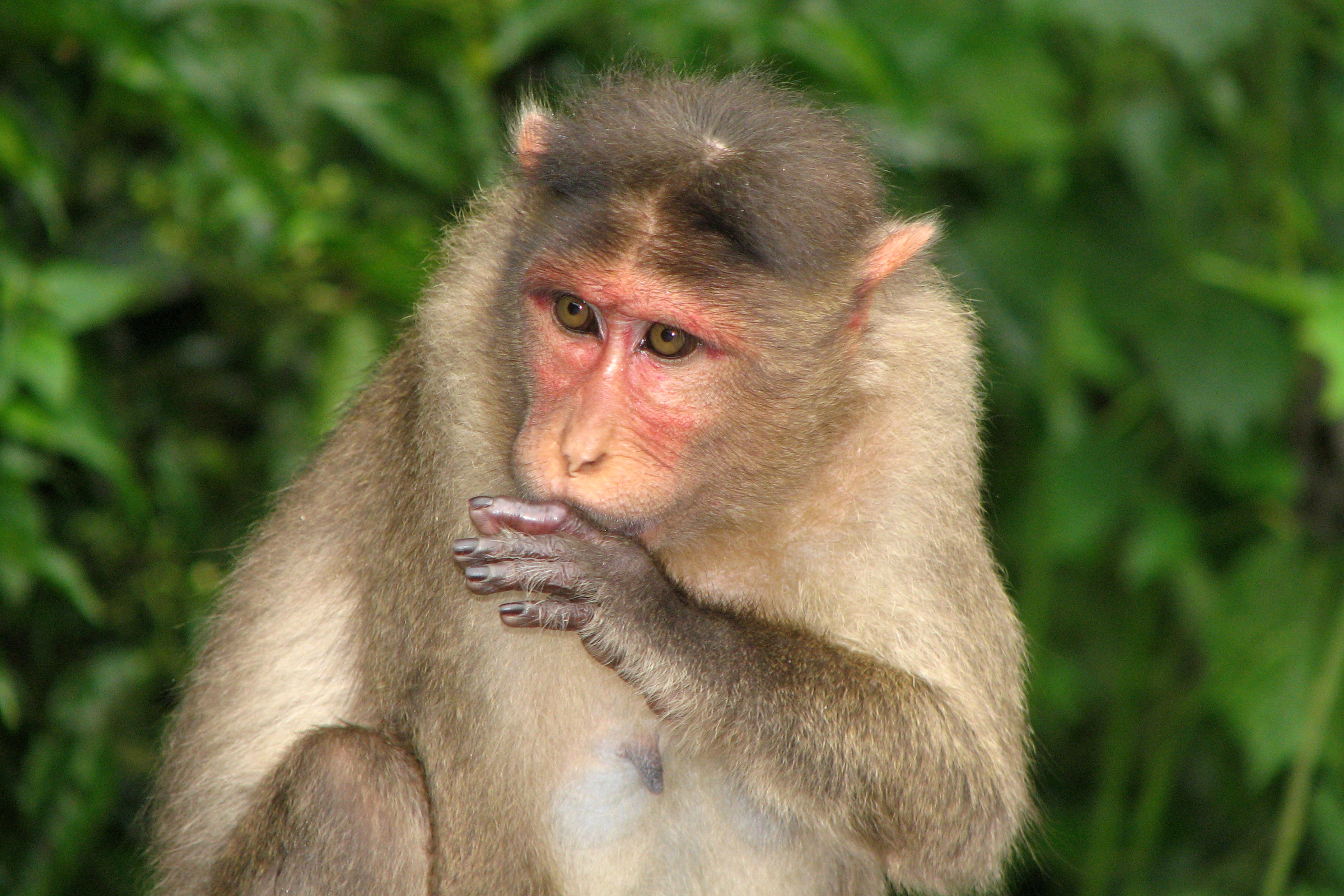

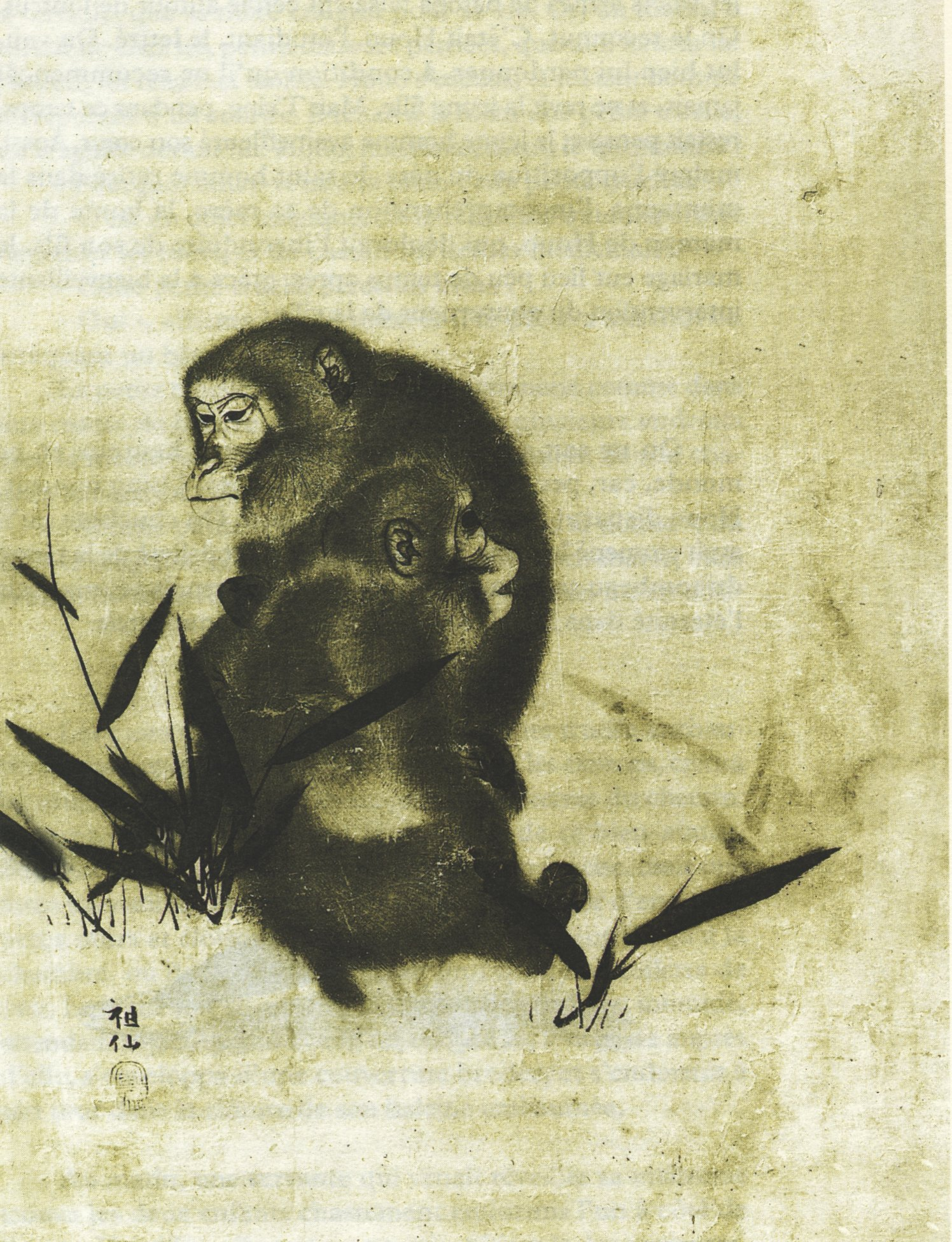
Khỉ, tranh vẽ của Mori Sosen (1749-1821)

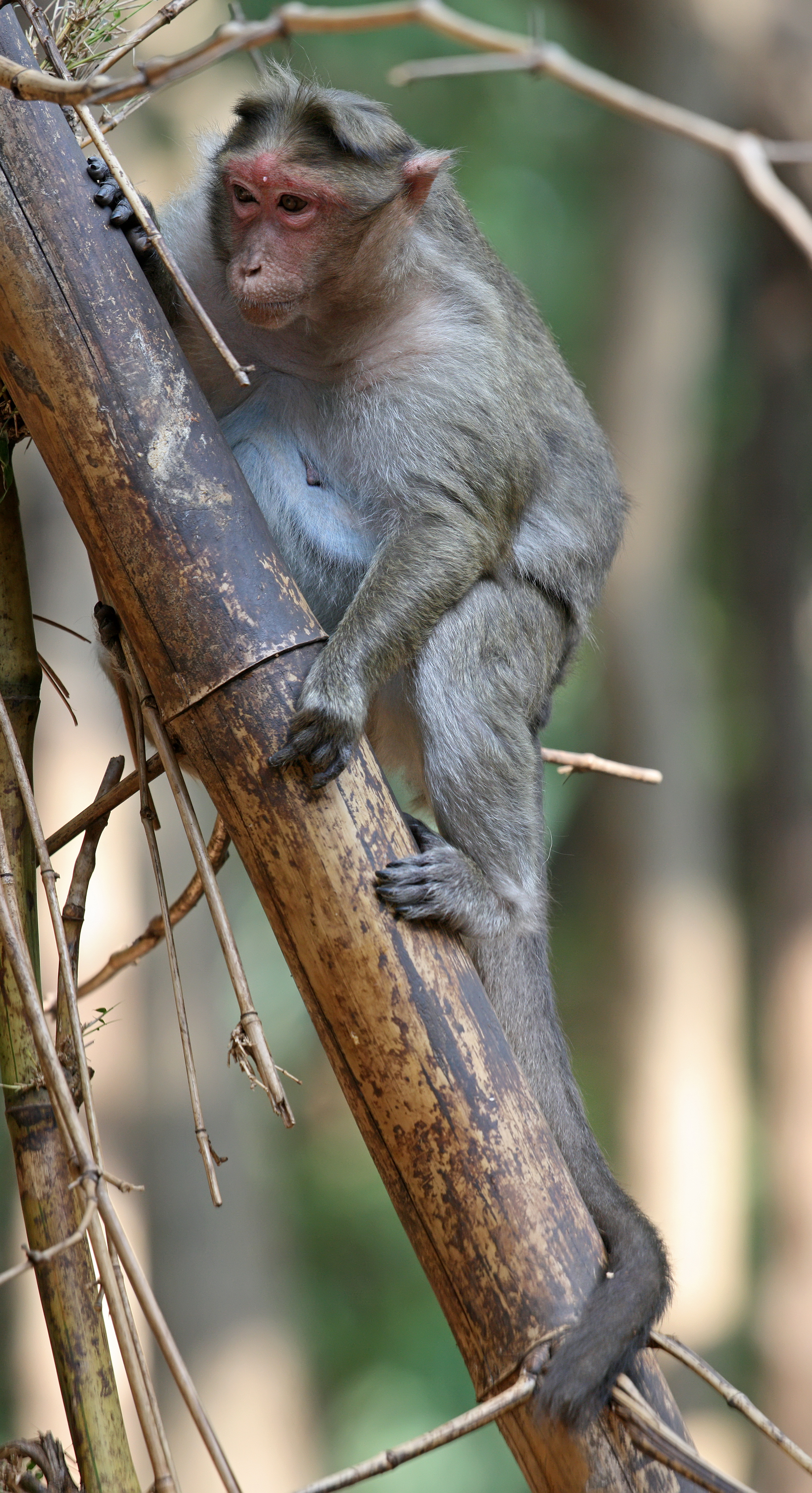
Một con khỉ cựu thế giới đang ở trên cây